# Amor en defensa propia
Amor en defensa propia es una película española dirigida por Rafa Russo en el año 2006

## Argumento
Rubén (Gustavo Garzón) y Adriana (Ana Fernández), dos cuarentones solitarios, acaban de conocerse casualmente en la barra de un bar cualquiera, ambos huyen de un pasado lleno de mentiras y palos de ciego. Ambos quieren volver a empezar, entre mentiras piadosas, tratando de darse una nueva oportunidad. Él es un exfutbolista incapaz de poner orden en su vida aprovechándose de la ingenuidad de un puñado de incautos, y ella es una pintora que apenas se relaciona con su hijo. Entre los dos suman tres divorcios. A ambos les costará deshacerse de los escombros de sus viejas vidas para empezar a construir algo juntos con un mínimo de sentido.